# Penha Longa
Penha Longa é uma povoação portuguesa do Município de Marco de Canaveses que foi sede da extinta Freguesia de Penha Longa, freguesia que tinha 10,78 km² de área e 1 929 habitantes (2011), e, por isso, uma densidade populacional de 178,9 hab/km².
A Freguesia de Penha Longa foi extinta pela reorganização administrativa de 2013, tendo o seu território sido agregado ao da Freguesia de Paços de Gaiolo para criar a Freguesia de Penhalonga e Paços de Gaiolo.

## População
| População da freguesia de Penha Longa | População da freguesia de Penha Longa | População da freguesia de Penha Longa | População da freguesia de Penha Longa | População da freguesia de Penha Longa | População da freguesia de Penha Longa | População da freguesia de Penha Longa | População da freguesia de Penha Longa | População da freguesia de Penha Longa | População da freguesia de Penha Longa | População da freguesia de Penha Longa | População da freguesia de Penha Longa | População da freguesia de Penha Longa | População da freguesia de Penha Longa | População da freguesia de Penha Longa |
| ------------------------------------- | ------------------------------------- | ------------------------------------- | ------------------------------------- | ------------------------------------- | ------------------------------------- | ------------------------------------- | ------------------------------------- | ------------------------------------- | ------------------------------------- | ------------------------------------- | ------------------------------------- | ------------------------------------- | ------------------------------------- | ------------------------------------- |
| 1864                                  | 1878                                  | 1890                                  | 1900                                  | 1911                                  | 1920                                  | 1930                                  | 1940                                  | 1950                                  | 1960                                  | 1970                                  | 1981                                  | 1991                                  | 2001                                  | 2011                                  |
| 1 345                                 | 1 453                                 | 1 367                                 | 1 357                                 | 1 449                                 | 1 485                                 | 1 490                                 | 1 769                                 | 1 866                                 | 1 845                                 | 3 933                                 | 2 455                                 | 2 086                                 | 2 196                                 | 1 929                                 |

| Distribuição da População por Grupos Etários | Distribuição da População por Grupos Etários | Distribuição da População por Grupos Etários | Distribuição da População por Grupos Etários | Distribuição da População por Grupos Etários | Distribuição da População por Grupos Etários | Distribuição da População por Grupos Etários | Distribuição da População por Grupos Etários | Distribuição da População por Grupos Etários | Distribuição da População por Grupos Etários |
| -------------------------------------------- | -------------------------------------------- | -------------------------------------------- | -------------------------------------------- | -------------------------------------------- | -------------------------------------------- | -------------------------------------------- | -------------------------------------------- | -------------------------------------------- | -------------------------------------------- |
| Ano                                          | 0-14 Anos                                    | 15-24 Anos                                   | 25-64 Anos                                   | > 65 Anos                                    |                                              | 0-14 Anos                                    | 15-24 Anos                                   | 25-64 Anos                                   | > 65 Anos                                    |
| 2001                                         | 455                                          | 377                                          | 1 090                                        | 274                                          |                                              | 20,7%                                        | 17,2%                                        | 49,6%                                        | 12,5%                                        |
| 2011                                         | 349                                          | 254                                          | 1 072                                        | 254                                          |                                              | 18,1%                                        | 13,2%                                        | 55,6%                                        | 13,2%                                        |

## Património
- Igreja de Santa Maria Maior (matriz)
- Capela de Nossa Senhora da Lapa
- Casas de Avelosa, de Cardia, de Sardoeira e de Serdeirado com capela
- Estação arqueológica do Monte do Castelo
- Vestígios castrejos do Monte do Mouro